# Le Chat Noir (Band)
Le Chat Noir war ein Alternative-Rock-Duo, bestehend aus Teddy Hesper (Gitarre, Gesang) und Eileen Spruce (Schlagzeug).

## Geschichte
Teddy Hesper wurde 1982 in London geboren, zog jedoch bald mit seiner Familie in die Umgebung von Devonshire. Anfangs ein reiner Bassspieler, wechselte er 2006 zu Gitarre und Gesang, wobei sich die Wurzeln des Basses noch deutlich bemerkbar machen (so ist seine Gitarre oft tiefer gestimmt). Zu seinen Einflüssen zählt er u. a. Kurt Cobain, Frank Black, The Doors und The White Stripes. Hesper besitzt einen Abschluss in englischer Literatur.
Eileen Spruce wurde 1983 in Los Angeles, Kalifornien, geboren, zog erst 2006 nach England, um Le Chat Noir beizutreten. In diesem Jahr erwarb sie auch ihr erstes eigenes Schlagzeug.
Am 31. Dezember 2011 löste sich die Band auf.
Die Band lebte von ihren explosiven Liveauftritten; und auch wenn sie oft mit den White Stripes verglichen wurde, versuchte sie, ihren eigenen Stil zu definieren und mehr als eine bloße Imitation eines erfolgreichen Konzeptes zu sein.

## Diskografie
Alben
- 2006: Tales from Silver City
- 2007: Deadwood
- 2009: Postcards from the Dark Highway